# Avoca, Pennsylvania
Avoca är en ort i Luzerne County i delstaten Pennsylvania, USA.